# Xuecheng
Mester Xuecheng (født i Xianyou, Fujian, Kina i 1966) er en buddhistisk munk. Han startede sit klosterliv i 1982, da han modtog ordination fra mester Dinghai, og fulgte mester Yuanzhuo for at lære buddhismen. I 1991 dimitterede han fra den kinesisk buddhistiske akademi med en kandidatgrad. I 2007 blev han tildelt en honorær ph.d. i pædagogisk administration fra Mahachulalongkornrajavidyalaya Universitet i Thailand. I 2010 modtog han "Atish Dipankar Gold Peace Award" i Bangladesh. I 2011 blev han tildelt den honorære titel af "Tripitaka Maha Pandit" (Dr. af Tripitaka) fra Sangha Råd All India Bhikhshu Maha Sangha.
Han er nu medlem af det stående udvalg for Det Kinesiske Folks Politisk Rådgivende Konference, viceformand af All-China Youth Federation, generalsekretær i Religion for fred, Kina Udvalg, vicepræsident af den Kinesisk buddhistiske association, vicepræsident af Kinesisk buddhistiske Akademi, vicedirektør af Advanced Studie Humanistiske og Religion Institute på Beijing Almindelige Universitet, og abbed af klostre i Guanghua (Putian, Fujian), Famen (Fufeng, Shaanxi) og Longquan (Beijing), etc.